# Paul Liebaert (1883-1915)
Paul Liebaert (Kortrijk, 1883 – Pallanza, 1915) was een Belgisch paleograaf en geschiedkundige.

## Leven
Liebaert was scriptor in de Vaticaanse Bibliotheek en was daar een van de voornaamste medewerkers van Franziskus Ehrle en Achille Ratti (de latere paus Pius XI). Als kenner van vroeg-middeleeuwse manuscripten en 14e-eeuwse miniaturen verzamelde hij een grote collectie, die nog steeds bewaard wordt door de Vaticaanse Bibliotheek.

## Werk
- Ehre, F. & Liebaert, P. (1912). Specimina codicum Latinorum Vaticanorum. Berolinae: De Gruyter.
- Liebaert, P. (1919). Artistes flamands en Italie pendant la Renaissance. Rome: Institut historique belge de Rome.
- Liebaert, P. (1922). Miniatori e scribi tedeschi in Italia. Studio sull'arte del libro nel Quattrocento. In L'Italia e l'arte straniera. Atti del X Congresso internazionale di Storia dell'Arte in Roma. Roma: Maglioni e Strini.

## Verder lezen
- (it)  Liebaert, Paul. In Enciclopedia Treccani.

- Bibsys: 9018940
- Bibliothèque nationale de France: cb10966442f (data)
- Gemeinsame Normdatei: 116986948
- International Standard Name Identifier: 0000 0001 0901 3666
- Library of Congress Control Number: nr2002043526
- Nationale Bibliotheek van Israël: 987007282719605171
- Nederlandse Thesaurus van Auteursnamen: 071085580
- Réseau des bibliothèques de Suisse occidentale: 02-A003520095
- Système universitaire de documentation: 081009305
- Virtual International Authority File: 52078414
- WorldCat: E39PBJtcKkbWc3gtrwqHpkrQbd